# 陶雅
陶雅，唐朝末年至五代十国杨吴将领，合肥人。
中和四年（884年），吴迥、李本攻克舒州，庐州刺史杨行密派遣陶雅和張訓等人率军攻打吴迥、李本，将他们擒获斩杀。杨行密任命陶雅代理舒州刺史。光启二年（886年）寿州刺史张翱派遣属将魏虔领军一万人马侵扰庐州，杨行密派田頵、李神福、张训进行抗击，在褚城打败魏虔。滁州刺史許勍攻打舒州，舒州刺史陶雅逃往庐州。文德元年（888年），杨行密派陶雅在九华山截击池州刺史赵锽的哥哥赵乾之，获胜。赵乾之奔往江西，杨行密委任陶雅为池州制置使。后改團練使。陶雅治池州有政绩，待人宽厚很得民心。景福二年（893年）八月，杨行密派遣田頵率军二万攻打歙州，歙州刺史裴枢据城固守，田頵久攻不克。歙州人说：“如果让陶雅来做刺史，我们愿意服从命令。”杨行密当即任命陶雅为歙州刺史，歙州人接納了他。陶雅用极高的礼节拜见裴枢，送裴枢返回朝廷。之后，陶雅加檢校司空、封潯陽公。
陶雅寡言善用兵。天祐二年（905年），充西南招討使，两浙军队把陈询包围在睦州，杨行密派陶雅率军救援。陶雅的军营中夜里受惊，许多士卒越过营垒逃走，裨将韩球跑来报告陶雅，陶雅安臥不動。片刻便自行安定，逃走的士卒都回来了。钱镠派遣堂弟钱镒及指挥使顾全武、王球抵御，被陶雅打败，俘虏钱镒及王球返回广陵。陶雅会同衢州、睦州军攻打婺州，钱镠派弟弟钱镖率兵赴援。陶雅、陈璋夺取婺州，活捉刺史沈夏而回。杨行密任命陶雅为江南都招讨使，歙、婺、衢、睦观察使；任命陈璋为衢、婺副招讨使。陈询不能守卫睦州，逃奔到广陵，淮南招讨使陶雅入城占据睦州。天祐三年（906年），李简率军到达宣州，王茂章率众投奔两浙。陶雅害怕王茂章断绝他的归路，带兵回歙州，钱镠又夺取睦州。陈璋听说陶雅回歙州，自婺州退保衢州。两浙攻取婺州，进攻衢州。天祐六年（909年），陶雅派他的儿子陶敬昭及都指挥使徐章率兵袭击饶州、信州，信州刺史危仔倡请求投降，饶州刺史唐宝弃城逃走。
杨隆演時陶雅担任歙州觀察使。天祐九年（912年），李遇與徐温不和，战败，誅死，陶雅惧怕，与刘威同行往广陵，徐温待他们很恭敬，如同侍奉武忠王杨行密的礼节，从优加官晋爵，陶雅等心悦诚服。徐温与刘威、陶雅率领将吏向李俨请求，承用制书加封吴王继承人杨隆演为太师、吴王，任命徐温为镇海节度使、同平章事，淮南行军司马的官职如旧。徐温派遣刘威、陶雅各回本镇。加都團練使。陶雅在歙州二十年，去世。